# 南城武庙
南城武庙，位于中国山西省晋中市平遥县平遥古城内，古陶镇南城村书院街西口路北51号，介于教场巷与沙巷之间，坐北朝南，占地面积约4360平方米。庙内供奉蜀汉五虎将关羽、张飞、赵云、黄忠、马超，俗称“五虎庙”。清代曾多次重修。曾被小学、幼儿园和工厂占用，原有山门、钟鼓楼、献殿、后殿均被拆除，现存戏台、正殿。
戏台坐南朝北，面阔三间、进深两间，歇山顶。
正殿面阔五间，悬山顶。
1973年11月15日，南城武庙公布为平遥县文物保护单位。
2018年，古陶镇南城村将武庙修复列为2018年重点工程项目，投资4400余万元，总建筑面积 1921.2㎡，计划恢复山门、钟楼、鼓楼、东西配殿、献殿等建筑。工程于2018年5月1日开工，预计2020年7月对外开放。2019年5月30日下午14时许，正在修复的武庙正殿突发火灾，过火面积约50平方米，完全坍塌。